# سيبوارد (كارولاينا الشمالية)
سيبوارد (بالإنجليزية: Seaboard town, North Carolina)‏ هي بلدة تقع بولاية كارولاينا الشمالية في الولايات المتحدة. تبلغ مساحتها 2.49 كم2، وترتفع عن سطح البحر 41.148 م، بلغ عدد سكانها 632 نسمة في عام 2010 حسب إحصاء مكتب تعداد الولايات المتحدة وتصل الكثافة السكانية فيها 253.8 نسمة لكل كيلومتر مربع (657.3/ميل2).

## التركيبة السكانية
حدّد مكتب تعداد الولايات المتحدة بيانات التركيبة السكانية لسيبوارد في تعداد الولايات المتحدة. في ما يلي، التركيبة السكانية حسب تعدادي 2000 و2010.

### تعداد عام 2000
بلغ عدد سكان سيبوارد 695 نسمة بحسب تعداد عام 2000، وبلغ عدد الأسر 300 أسرة وعدد العائلات 184 عائلة مقيمة في البلدة. في حين سجلت الكثافة السكانية 279.1 نسمة لكل كيلومتر مربع (722.9/ميل2). وبلغ عدد الوحدات السكنية 338 وحدة بمتوسط كثافة قدره 135.7 لكل كيلومتر مربع (351.5/ميل2).
وتوزع التركيب العرقي للبلدة بنسبة 27.48% من البيض و71.22% من الأمريكيين الأفارقة و0.29% من الأمريكيين ذوي الأصول الآسيوية و0.14% من سكان جزر المحيط الهادئ و0.86% من عرقين مختلطين أو أكثر و0.43% من الهسبانيون أو اللاتينيون من أي عرق.
بلغ عدد الأسر 300 أسرة كانت نسبة 32.3% منها لديها أطفال تحت سن الثامنة عشر تعيش معهم، وبلغت نسبة الأزواج القاطنين مع بعضهم البعض 32.7% من أصل المجموع الكلي للأسر، ونسبة 23.3% من الأسر كان لديها معيلات من الإناث دون وجود شريك،  بينما كانت نسبة 5.3% من الأسر لديها معيلون من الذكور دون وجود شريكة وكانت نسبة 38.7% من غير العائلات. تألفت نسبة 36.3% من أصل جميع الأسر من عدة أفراد يعيشون في نفس المنزل ونسبة 23.3% كانت تتألف من شخص يعيش بمفرده يبلغ من العمر 65 عاماً أو أكثر. وبلغ متوسط حجم الأسرة المعيشية 2.32، أما متوسط حجم العائلات فبلغ 3.04.
بلغ العمر الوسطي للسكان 39.9 عاماً. وكانت نسبة 28.8% من القاطنين تحت سن الثامنة عشر، وكانت نسبة 7.1% بين الثامنة عشر والرابعة والعشرين عاماً، ونسبة 20.7% كانت واقعةً في الفئة العمرية ما بين الخامسة والعشرين والرابعة والأربعين عاماً، ونسبة 24.2% كانت ما بين الخامسة والأربعين والرابعة والستين، ونسبة 19.3% كانت ضمن فئة الخامسة والستين عاماً فما فوق. يوجد لكل 100 أنثى 75.5 ذكر، ويوجد لكل 100 أنثى في الثامنة عشر من عمرها فما فوق 63.9 ذكر.
بلغ متوسط دخل الأسرة في البلدة 20,500 دولارًا، أما متوسط دخل العائلة فبلغ 31,719 دولارًا. وكان متوسط دخل الذكور 30,938 دولارًا مقابل 20,104 دولارًا للإناث. وسجل دخل الفرد الخاص بالبلدة 17,973 دولارًا. وكانت نسبة 24% من العائلات ونسبة 27.5% من السكان تحت خط الفقر، وكان من هؤلاء نسبة 35.1% تحت سن الثامنة عشر ونسبة 31.4% في الخامسة والستين من العمر وما فوق.

### تعداد عام 2010
بلغ عدد سكان سيبوارد 632 نسمة بحسب تعداد عام 2010، وبلغ عدد الأسر 300 أسرة وعدد العائلات 166 عائلة مقيمة في البلدة. في حين سجلت الكثافة السكانية 253.8 نسمة لكل كيلومتر مربع (657.3/ميل2). وبلغ عدد الوحدات السكنية 363 وحدة بمتوسط كثافة قدره 145.8 لكل كيلومتر مربع (377.6/ميل2).
وتوزع التركيب العرقي للبلدة بنسبة 23.58% من البيض و74.53% من الأمريكيين الأفارقة و0.16% من الأمريكيين الأصليين و0.16% من الأمريكيين ذوي الأصول الآسيوية و0.16% من الأعراق الأخرى و1.42% من عرقين مختلطين أو أكثر و0.16% من الهسبانيون أو اللاتينيون من أي عرق.
بلغ عدد الأسر 300 أسرة كانت نسبة 23.7% منها لديها أطفال تحت سن الثامنة عشر تعيش معهم، وبلغت نسبة الأزواج القاطنين مع بعضهم البعض 29.7% من أصل المجموع الكلي للأسر، ونسبة 23.7% من الأسر كان لديها معيلات من الإناث دون وجود شريك،  بينما كانت نسبة 2% من الأسر لديها معيلون من الذكور دون وجود شريكة وكانت نسبة 44.7% من غير العائلات. تألفت نسبة 38.7% من أصل جميع الأسر من عدة أفراد يعيشون في نفس المنزل ونسبة 17.7% كانت تتألف من شخص يعيش بمفرده يبلغ من العمر 65 عاماً أو أكثر. وبلغ متوسط حجم الأسرة المعيشية 2.11، أما متوسط حجم العائلات فبلغ 2.84.
بلغ العمر الوسطي للسكان 47.3 عاماً. وكانت نسبة 20.1% من القاطنين تحت سن الثامنة عشر، وكانت نسبة 9.2% بين الثامنة عشر والرابعة والعشرين عاماً، ونسبة 17.4% كانت واقعةً في الفئة العمرية ما بين الخامسة والعشرين والرابعة والأربعين عاماً، ونسبة 32.3% كانت ما بين الخامسة والأربعين والرابعة والستين، ونسبة 21% كانت ضمن فئة الخامسة والستين عاماً فما فوق. وتوزع التركيب الجنسي للسكان بنسبة 42.6% ذكور و57.4% إناث.